# Nazionale maschile di pallavolo del Guatemala
La nazionale di pallavolo maschile del Guatemala è una squadra nordamericana composta dai migliori giocatori di pallavolo del Guatemala ed è posta sotto l'egida della Federazione pallavolistica del Guatemala.

## Risultati

### Competizioni NORCECA
| 1969 | 8º posto        | Convocazioni |
| 1971 | non qualificata | -            |
| 1973 | non qualificata | -            |
| 1975 | non qualificata | -            |
| 1977 | non qualificata | -            |
| 1979 | 7º posto        | Convocazioni |
| 1981 | 8º posto        | Convocazioni |
| 1983 | non qualificata | -            |
| 1985 | 11º posto       | Convocazioni |
| 1987 | 8º posto        | Convocazioni |
| 1989 | 11º posto       | Convocazioni |
| 1991 | non qualificata | -            |
| 1993 | non qualificata | -            |
| 1995 | non qualificata | -            |
| 1997 | 8º posto        | Convocazioni |
| 1999 | 7º posto        | Convocazioni |
| 2001 | non qualificata | -            |
| 2003 | 7º posto        | Convocazioni |
| 2005 | non qualificata | -            |
| 2007 | non qualificata | -            |
| 2009 | non qualificata | -            |
| 2011 | non qualificata | -            |
| 2013 | 9º posto        | Convocazioni |
| 2015 | non qualificata | -            |
| 2017 | 5º posto        | Convocazioni |
| 2019 | 7º posto        | Convocazioni |
| 2021 | 7º posto        | Convocazioni |
| 2023 | non qualificata | -            |

| 2022 | non qualificata | -            |
| 2023 | 4º posto        | Convocazioni |
| 2024 | 4º posto        | Convocazioni |
| 2025 | 4º posto        | Convocazioni |

### Competizioni zonali
| 2006 | non qualificata | -            |
| 2007 | non qualificata | -            |
| 2008 | non qualificata | -            |
| 2009 | 6º posto        | Convocazioni |
| 2010 | non qualificata | -            |
| 2011 | non qualificata | -            |
| 2012 | non qualificata | -            |
| 2013 | non qualificata | -            |
| 2014 | non qualificata | -            |
| 2015 | non qualificata | -            |
| 2016 | non qualificata | -            |
| 2017 | non qualificata | -            |
| 2018 | 11º posto       | Convocazioni |
| 2019 | 10º posto       | Convocazioni |
| 2022 | non qualificata | -            |
| 2023 | non qualificata | -            |
| 2024 | 10º posto       | Convocazioni |